# ArenaBowl XXII
Match précédent Match suivant
L'ArenaBowl XXII est joué le 27 juillet 2008 à la New Orleans Arena à la Nouvelle-Orléans, en Louisiane (l'hôte de ArenaBowl XXI). C'est le 22e et dernier match de championnat de l'histoire de la première Arena Football League. Il s'agit du quatrième match sur site neutre de l'ArenaBowl et du deuxième de l'État de Louisiane. C'est le dernier ArenaBowl avant la suspension économique de l'AFL, jusqu'en 2010, année de la réforme de l'AFL. Le match oppose les SaberCats de San José, tenants du titre, et le Soul de Philadelphie qui fait sa première apparition.

## Sommaire du match
Le quarterback de Philadelphie, Matt D'Orazio, réalise une saison exceptionnelle pour mener Soul à son premier titre de l'ArenaBowl contre San José, 59-56. Le vétéran rejoint John Dutton en tant que seuls quarterbacks à mener deux équipes différentes à remporter les championnats ArenaBowl (Dutton réalise l'exploit avec San José en 2002, puis au Colorado en 2005).
D'Orazio complète 26 de ses 43 passes pour un total de 302 yards et sept touchdowns pour remporter le titre de MVP du match pour la deuxième fois de sa carrière. Il commence la saison en tant que remplaçant de Tony Graziani après avoir été libéré par le Rush de Chicago après une campagne 2007 dévastée par les blessures. Le receiver Chris Jackson est élu joueur offensif du match offensif en réceptionnant 11 passes pour 146 yards et trois touchdowns.
San José marque des touchdowns lors de ses trois premiers drives, mais Philadelphie fait deux arrêts défensifs clés pour transformer un déficit de 20-14 en un avantage de 34-20. Les SaberCats récupèrent la balle au sol pour arrêter une possession, mais le défenseur des Soul, Eddie Moten, intercepte le quarterback de San José, Mark Grieb, lors du jeu suivant. C'est la seule interception du match lancée par Grieb qui a une autre erreur au troisième quart-temps lorsqu'il laisse s'échapper le ballon dans la zone des buts, permettant à Philadelphie de prendre une avance de 46-27.
San José rend la dernière demi-minute intéressante, marquant 16 points en 11 secondes grâce à un onside kick capté presque miraculeusement et retourné à la ligne des 14 yards de Philadelphie. Philadelphie, qui était revenu après un déficit de 33-7 à  58-57 à San José en saison régulière, a finalement scellé la victoire en récupérant un deuxième onside kick. Rodney Wright, de San José, établit un record en ArenaBowl avec 13 réceptions, dont sept au premier quart-temps. Jason Geathers, un linebacker suppléant du wide receiver blessé James Roe, ajoute cinq réceptions de TD, établissant ainsi un record de l'ArenaBowl (également détenu par Roe, établi dans l'ArenaBowl XVIII et Terrill Shaw lors de l'ArenaBowl XV).
Le match est le premier ArenaBowl à utiliser la relecture instantanée. Philadelphie a survécu à trois challenges de San Jose, tandis que le Soul a réussi son challenge du match.

## Évolution du score
| Temps           | Description des actions                                                                            | Score PHI-SJ | Score PHI-SJ |
| --------------- | -------------------------------------------------------------------------------------------------- | ------------ | ------------ |
| 1er Quart-temps | |              |              |
| 11:21           | TD de 8 yards par Wright Jr suite d'une passe de Grieb (PAT de Haglund)                            |              | 0-7          |
| 09:30           | TD de 34 yards par Holmes suite d'une passe de D'Orazio (PAT de Hughes)                            | Égalité      | 7-7          |
| 05:30           | TD de 5 yards par Geathers suite d'une passe de Grieb (PAT de Haglund)                             |              | 7-14         |
| 02:59           | TD de 34 yards par Jackson suite d'une passe de D'Orazio (PAT de Hughes)                           | Égalité      | 14-14        |
| 2e Quart-temps  | |              |              |
| 14:54           | TD de 22 yards par Geathers suite d'une passe de Grieb (PAT manqué de Haglund)                     |              | 14-20        |
| 08:59           | TD de 13 yards par Jackson suite d'une passe de D'Orazio (PAT manqué de Hughes)                    | Égalité      | 20-20        |
| 05:31           | TD de 20 yards par Brackins suite d'une passe de D'Orazio (PAT de Hughes)                          |              | 27-20        |
| 00:54           | TD de 8 yards à la course par D'Orazio (PAT de Hughes)                                             |              | 34-20        |
| 00:29           | TD de 23 yards par Geathers suite d'une passe de Grieb (PAT de Haglund)                            |              | 34-27        |
| 00:00           | FG de 20 yards par Hughes                                                                          |              | 37-27        |
| 3e Quart-temps  | |              |              |
| 07:56           | TD de 32 yards par Jackson suite d'une passe de D'Orazio (PAT de Hughes)                           |              | 44-27        |
| 03:48           | Safety de Orr                                                                                      |              | 46-27        |
| 00:00           | TD de 12 yards par Geathers suite d'une passe de Grieb (PAT de Haglund)                            |              | 46-34        |
| 4e Quart-temps  | |              |              |
| 06:49           | TD de 7 yards par Brackins suite d'une passe de D'Orazio (PAT manqué de Hughes)                    |              | 52-34        |
| 02:13           | TD de 3 yards par Johnson suite d'une passe de Grieb (conversion de 2 pts par Grieb pour Saintil)  |              | 52-42        |
| 00:39           | TD de 2 yards par Bogle suite d'une passe de D'Orazio (PAT de Hughes)                              |              | 59-42        |
| 00:28           | TD de 26 yards par Wright Jr suite d'une passe de Grieb (conversion de 2 pts manquée par Geathers) |              | 59-48        |
| 00:17           | TD de 14 yards par Geathers suite d'une passe de Grieb (conversion de 2 pts par Geathers)          |              | 59-56        |

## Les équipes en présence
| Joueur            | Position | Université               |
| ----------------- | -------- | ------------------------ |
| Andrew Browning   | DL       | Boise State              |
| Frank Carter      | FB/LB    | MacMurry College (IL)    |
| Marquis Floyd     | DB       | West Georgia             |
| Gene Frederic     | OL       | Memphis                  |
| Julius Gant       | OL/DL    | Middle Tennessee State   |
| Jason Geathers    | WR/LB    | Miami (FL)               |
| Trestin George    | DB       | San Jose State           |
| Phil Glover       | LB       | Washington St.           |
| Mark Grieb        | QB       | California - Davis       |
| AJ Haglund        | K        | Central Oklahoma State   |
| Alan Harper       | DT       | Fresno St.               |
| Kelvin Hunter     | DB       | Arizona                  |
| Brian Johnson     | FB, RB   | New Mexico               |
| Ron Jones         | OL/DL    | Southern Mississippi     |
| Dan Loney         | OL/DL    | Cal-Poly SLO             |
| Garrett McIntyre  | LB       | Fresno State             |
| William Obeng     | OL, OT   | San Jose State           |
| Chris Pino        | OL/DL    | San Diego State          |
| Josh Richey       | WR/DB    | Northeast Oklahoma State |
| Scott Rislov      | QB       | San Jose State           |
| James Roe         | WR       | Norfolk St.              |
| Cleannord Saintil | WR/DB    | Middle Tennessee State   |
| Omarr Smith       | DB       | San Jose State           |
| Clevan Thomas     | DB       | Florida State            |
| Jason Thomas      | G        | South Carolina           |
| Steve Watson      | FB/LB    | Southwest Missouri State |
| George Williams   | DT       | North Carolina St.       |
| Rodney Wright     | WR       | Fresno State             |

| Joueur            | Position  | Université                                      |
| ----------------- | --------- | ----------------------------------------------- |
| Martin Bibla      | G         | Miami (FL)                                      |
| Phil Bogle        | G-T       | New Haven                                       |
| Larry Brackins    | WR        | Pearl River CC (MS)                             |
| Jamall Broussard  | WR        | Texas Tech                                      |
| Mike Brown        | WR/DB     | Charleston Southern                             |
| Kevin Carberry    | DL, DE    | Ohio                                            |
| Justin Cleveland  | OL/DL     | Siena                                           |
| Matt D'Orazio     | QB        | Otterbein College (OH)                          |
| Rod Davis         | LB        | Southern Miss                                   |
| Clif Dell         | WR        | South Florida                                   |
| Mondre Dickerson  | OL/DL     | Tennessee                                       |
| Anthony Dunn      | DE        | Northern Colorado                               |
| Glen Gauntt       | QB        | South Florida                                   |
| George Gause      | DL, DT    | South Carolina                                  |
| Tony Graziani     | QB        | Oregon                                          |
| Kenny Henderson   | WR/DB     | Tuskegee Institute (AL)                         |
| Brent Holmes      | WR        | Texas A&M-Kingsville                            |
| Connor Hughes     | K         | Virginia                                        |
| Chris Jackson     | WR        | California-Riverside                            |
| Tom Johnson       | DT        | Mississippi Gulf Coast CC; Southern Mississippi |
| Rob Keefe         | DB        | Mercyhurst College (PA)                         |
| Craig Kobel       | LB        | South Florida                                   |
| Mike Mabry        | OL/DL, C  | Central Florida                                 |
| Brian Mance       | WR/DB, DB | Clemson                                         |
| Eddie Moten       | DB        | Texas A&M-Kingsville                            |
| Gabe Nyenhuis     | DL, DL    | Colorado                                        |
| Raheem Orr        | LB        | Rutgers                                         |
| Wes Ours          | RB        | West Virginia                                   |
| Durrand Roundtree | DL, DT    | Maryland                                        |
| Bryan Save        | OL/DL, DT | Colorado State                                  |
| Sean Scott        | WR        | Temple                                          |
| Clifton Smith     | LB        | Syracuse                                        |
| Derrick Strong    | DL, DE    | Illinois                                        |
| Nick Ward         | DB        | Miami (FL)                                      |
| Darius Watts      | WR        | Marshall                                        |
| Dee Webb          | DB        | Florida                                         |

## Statistiques par équipe
| Données                   | San José | Philadelphie |
| ------------------------- | -------- | ------------ |
| 1er Downs                 | 23       | 18           |
| Yards à la course         | 0        | 15           |
| Yards à la passe          | 299      | 302          |
| Fumbles/Perdu             | 4/2      | 3/2          |
| Yards en retour de Fumble | 0        | 0            |
| Pénalités/Yards           | 11/65    | 8/55         |
| Temps de possession       | 27:06    | 32:54        |
| Conversion de 3e Down     | 2/4      | 4/11         |
| Conversion de 4e Down     | 1/2      | 1/3          |